# Salinas del Manzano
 (avril 2019).
Si vous disposez d'ouvrages ou d'articles de référence ou si vous connaissez des sites web de qualité traitant du thème abordé ici, merci de compléter l'article en donnant les références utiles à sa vérifiabilité et en les liant à la section « Notes et références ».
Pour les articles homonymes, voir Manzano (homonymie).
Salinas del Manzano est une commune d'Espagne de la province de Cuenca, région autonome de Castille-La Manche. La commune a une superficie de 33,65 km2 avec une population de 105 habitants (INE 2010) pour un densité de 3,21 hab./km2.

## Localisation
La commune Serran de Salinas de Manzano se situe dans les contreforts orientaux de la « serrania de cuenca », au sud des monts Universaux (Montes Universales), très proche de la frontière avec la province de Valence et plus précisément le « rincon de Ademuz ». La rivière Cabriel (affluent du fleuve Jucar) traverse le village.

## À voir

### Visite
Salinas del Manzano possède quelque endroits d’intérêt pour les touristes comme :
- l’église de la Nativité ;
- ermitage de San Roque y Pósito ;
- château des Malenas ;
- randonnées qui parcourt plus de vingt sources naturelles reparties dans les alentours ;
- des bains de sel romains.

Aux alentours vous pourrez apprécier des endroits d’une grande beauté, comme Serrania de Cuenca, les Monts Universales et le Cabriel Riviere

#### Musée «Las alcobas del Salín»
Les coutumes de la zone se concentrent dans ce musée. L’exposition comprend des vestiges du passé de Salinas et tout type d’outils et accessoire de la vie régionale.

## Histoire
Certains historiens situent en ce lieu et à proximité de ses Salines, toujours existantes, la Mansion Romana Albonica dont la signification se réfère à la blancheur de ses salines.
- Au Xe siècle est construit le fort de la Malenas (la Magdalena) par les Musulmans pendant l'occupation, bien qu’au XIe siècle quand le chevalier de Aben Razin (Albarracin) obtient son plus grand prestige à servir de ligne défensive du royaume chrétien de Castille.
- En 1176, Fortun de Tena de Navarre puis Don Pedro Ruiz de Azagra reprennent la zone aux Maures et recolonisent les lieux avec une population provenant de Astorga, Léon, Burgos et Mondoñedo. Fruit de cette repopulation nait le noyau urbain du nom de Salinas de la Fuente el Manzano.
- En 1443, la commune se convertit en Village Royal et Cellule Royale et paye à la couronne 680 maradevis. Par la suite elle appartiendra au Maréchal de Cañete et plus tard au XVIe siècle au Marquis de Moya. À cette époque l’église paroissiale  est construite.
- Le 28 juillet 1516 un fils de cette ville appelé Juan Lopez, fils de Andres Lopez et de Quiteria Sanchez, voyage aux Amériques (Pérou) à la recherche de fortune et « hacienda », selon les archives de la Maison de Contrat de Séville (Casa de Contratacion de Sevilla). Beaucoup de Saliniens accompagneront les conquistadors aux Amériques.
- Au livre de Pila (registre de baptêmes) de l’évêché de 1587, Salina apparaît aux côtés de Salvacañete et compte entre les deux communes  un bénitier et 80 voisins, c'est-à-dire 320 habitants.
- Durant la première guerre Carlista (1840) lorsque le Maréchal Van Goebben au service des Carlistes se charge de la fortification de Cañete, il ordonne la rendissions de dix fusils à Fausto Sainz, voisin du lieu, pour avoir voulu collaborer dans la fortification du Château de Cañete. « au bout de douze jours, il retourne six et arrive blessé au bras ».
- Dans les statistiques de 1878, Salinas de Manzano figure avec 421 âmes. Selon Torres Mena, Salina a cinquante auberges ou vente de bétails, 45 greniers, trois fermes agricoles  et 451 habitants.